# Medal Półwyspu
Medal Półwyspu (ang. The Peninsular Medal) oraz Krzyż Złoty Półwyspu (The Peninsular Gold Cross) inaczej zwane Medal Złoty Armii (Army Gold Medal) lub Krzyż Złoty Armii (Army Gold Cross) – odznaczenie wojskowe ustanowione w 1810. Jeden z pierwszych medali kampanii brytyjskich, nadawany oficerom wojsk lądowych w randze co najmniej dowódcy batalionu za sukcesy w dowodzeniu w latach 1806–1814, przeważnie za działania podczas wojny na Półwyspie w czasie wojen napoleońskich przeciwko Francuzom.
Wygląd Krzyża Złotego jest pierwowzorem najwyższego brytyjskiego odznaczenia – Krzyża Wiktorii.
Odpowiednikiem tego medalu dla wszystkich uczestników danej bitwy, czyli również zwykłych żołnierzy, był autoryzowany w 1847 roku Medal Służby Ogólnej Wojskowej, obejmujący kampanie w latach 1793–1814. Osoby odznaczone wcześniej Krzyżem Półwyspu lub Medalem Półwyspu nie były nim nagradzane.

## Historia i wygląd

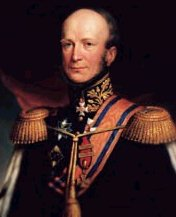
Król Wilhelm II Holenderski z Krzyżem Złotym za sześć bitew wiszącym na wstążce z dziurki od guzika

Pierwsze nadania złotego medalu miały być nagrodą dla trzynastu starszych oficerów dowodzących w zwycięskiej bitwie pod Maidą 4 lipca 1806 roku przeciwko Francuzom. Awers medalu przedstawiał ozdobioną liściem laurowym głowę Jerzego III oraz napis „GEORGE III REX”, a na rewersie figurę Brytanii z rzucaną włócznią w prawej i tarczą z symbolem unii (jak w brytyjskiej fladze) w lewej ręce, a ponad nią kobiecą postać zwycięstwa z wieńcem w dłoni. Na nich umieszczono napis „MAIDA. JUL. IV. MDCCCVI” z symbolem Sycylii ponad nim (tzw. trinacria jak na fladze Sycylii) i skrzyżowanymi włóczniami poniżej.

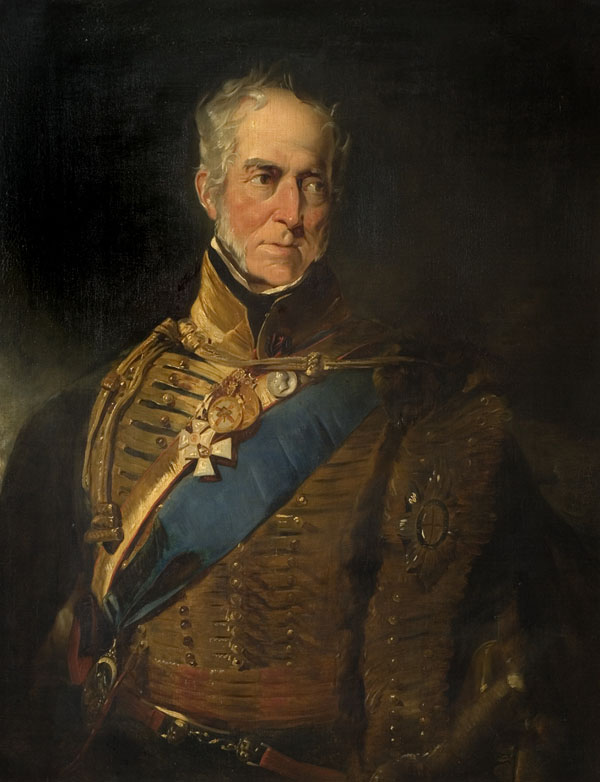
Marszałek polny Henry Paget z dwoma Medalami Złotymi na szyi (mały i duży)
za bitwy Sahagún i Benavente w 1808

W 1810 zuniformowano wygląd złotego medalu i rozpoczęto nadawanie go za inne bitwy, a napisy: Roleia, Vimeira, Sahagun, Benevente, Corunna i Talavera pojawiły się na rewersie w miejsce poprzedniego.
Istniały trzy rodzaje tego odznaczenia:
- Mały Złoty Medal o średnicy 38 mm, noszony na wstążce wystającej z dziurki od guzika w mundurze, przeznaczony dla oficerów polowych lub osób dowodzących batalionem, w którym poległ dowódca, oraz dla oficerów artylerii, inżynierów, adiutantów, generałów sztabowych i wojskowych sekretarzy[3].
- Duży Złoty Medal o średnicy 54 mm, noszony na szyi, jako nagroda dla generałów. Na awersie posiadał kobiecą figurę zwycięstwa w hełmie na głowie, siedzącą na globie, trzymającą w lewej ręce gałąź palmową, a w prawej – wieniec laurowy. Za nią, na wysokości kolan, umieszczono głowę brytyjskiego lwa, a lewa dłoń przytrzymywała tarczę unii, stojącą koło figury. Rewers miał tylko napis z miejscem bitwy otoczony wieńcem laurowym[3].
- Krzyż Złoty o szerokości 38 mm, noszony w przypadku czterech nadań; kolejne nadania powyżej czterech oznaczano na wstążce za pomocą dodatkowych złotych klamer. Odznaka krzyża miała kształt krzyża kawalerskiego, na którego każdym z ramion opisano po jednej nazwie miejsca zwycięskiej bitwy, z umieszczonym w środku stojącym lwem skierowanym w prawo. Krzyż mocowano do wstążki za pomocą zawieszki w kształcie dużego, ozdobnego pierścienia zawieszonego na małym kółeczku[3].

Od 1813 dozwolone było noszenie tylko jednego medalu, więc noszono tylko pierwszy z nich z pierwszą bitwą na rewersie (lub jeden krzyż z nazwami pierwszych czterech bitew na ramionach), a każde kolejne nadania oznaczane były przy pomocy okucia na wstążce w postaci złotej, masywnej klamry z wygrawerowaną nazwą zwycięskiej bitwy, o wymiarach 50 mm szerokości i 16 mm wysokości.

## Bitwy
Nazwy miejsc bitew pojawiające się na rewersie lub klamrze:

1. Maida (Włochy, 1808, nie było klamry za tę bitwę)
2. Roleia (Portugalia, 1808)
3. Vimiera (Portugalia, 1808)
4. Sahagun (Hiszpania, 1808)
5. Benavente (Hiszpania, 1808)
6. Corunna (Hiszpania, 1809)
7. Martinique (Indie Wschodnie, 1809)
8. Talavera (Hiszpania, 1809)
9. Guadaloupe (Indie Wschodnie, 1810)
10. Busaco (Portugalia, 1810)
11. Fuentes D’Onor (Hiszpania, 1811)
12. Albuhera (Hiszpania, 1811)
13. Java (Holenderskie Indie Wschodnie, 1811)
14. Ciudad Rodrigo (Hiszpania, 1812)
15. Badajoz (Hiszpania, 1812)
16. Salamanca (Hiszpania, 1812)
17. Vitoria (Hiszpania, 1813)
18. Pyrenees (Hiszpania, 1813)
19. St Sebastien (Hiszpania, 1813)
20. Nivelle (Francja, 1813)
21. Chrysler’s Farm (USA, 1813)
22. Nive (Francja, 1813)
23. Orthes (Francja, 1814)
24. Toulouse (Francja, 1814)
25. Fort Detroit (USA, 1813)
26. Chateauguay (USA, 1813)

## Odznaczeni

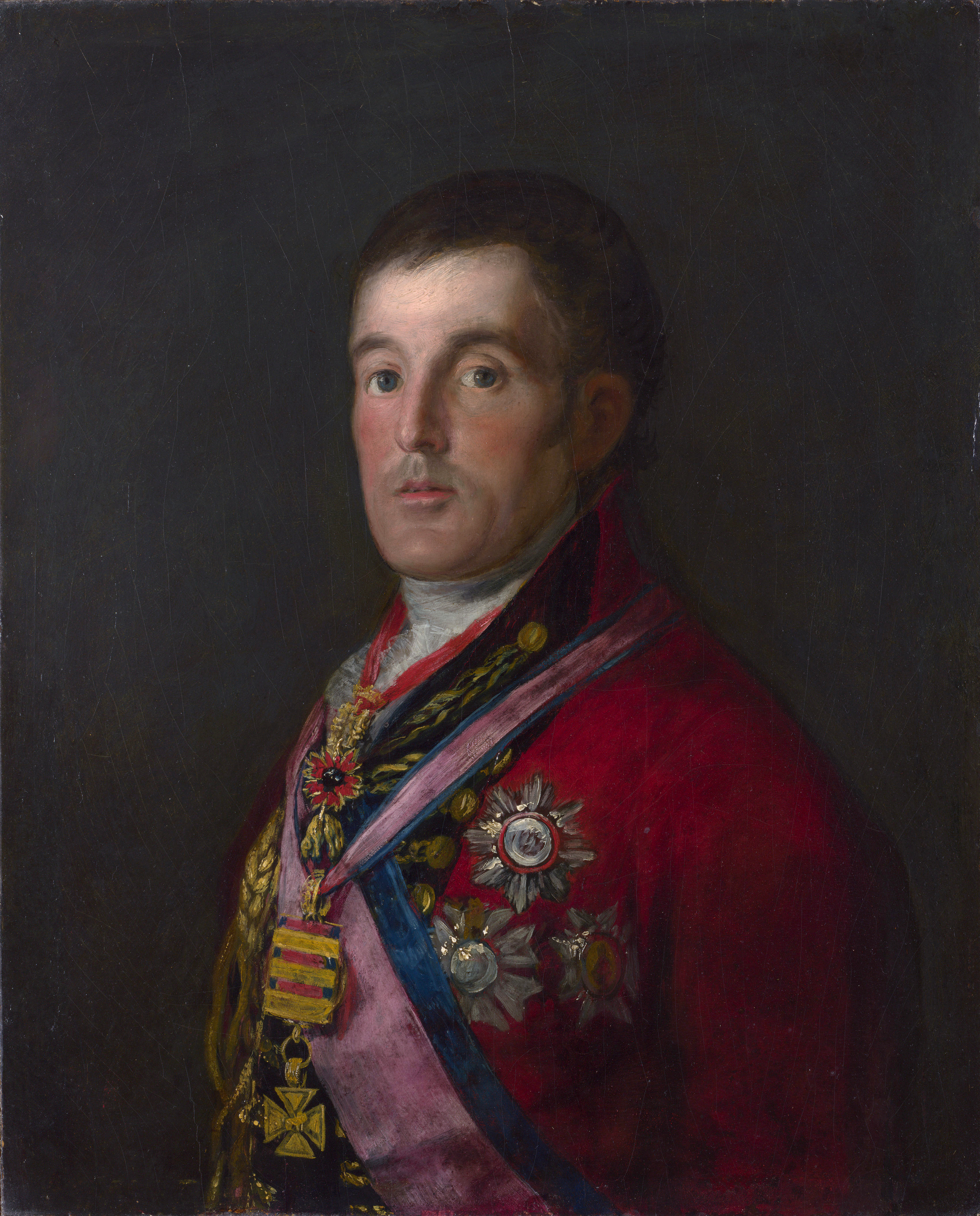
Książę Wellington
z Krzyżem Złotym z trzema klamrami na wstążce powieszonym na szyi

Łącznie nadano 65 krzyży oraz 88 dużych i 596 małych medali. Największą liczbą nadań uhonorowano księcia Wellingtona – posiadał krzyż z dziewięcioma klamrami za łącznie 13 zwycięskich bitew.
Listy odznaczonych można odnaleźć w brytyjskim archiwum narodowym (The National Archives of the UK, Kew, Surrey, England) pod sygnaturą WO 100/16 (War Office: Campaign Medal and Awards Roll [General Series] 1793–1949).